# Girolamo Bartolomeo Bortignon
Girolamo Bartolomeo Bortignon OFMCap (* 31. März 1905 in Fellette, Romano d’Ezzelino, Provinz Vicenza; † 12. März 1992 in Torreglia) war ein italienischer Ordenspriester und Bischof.

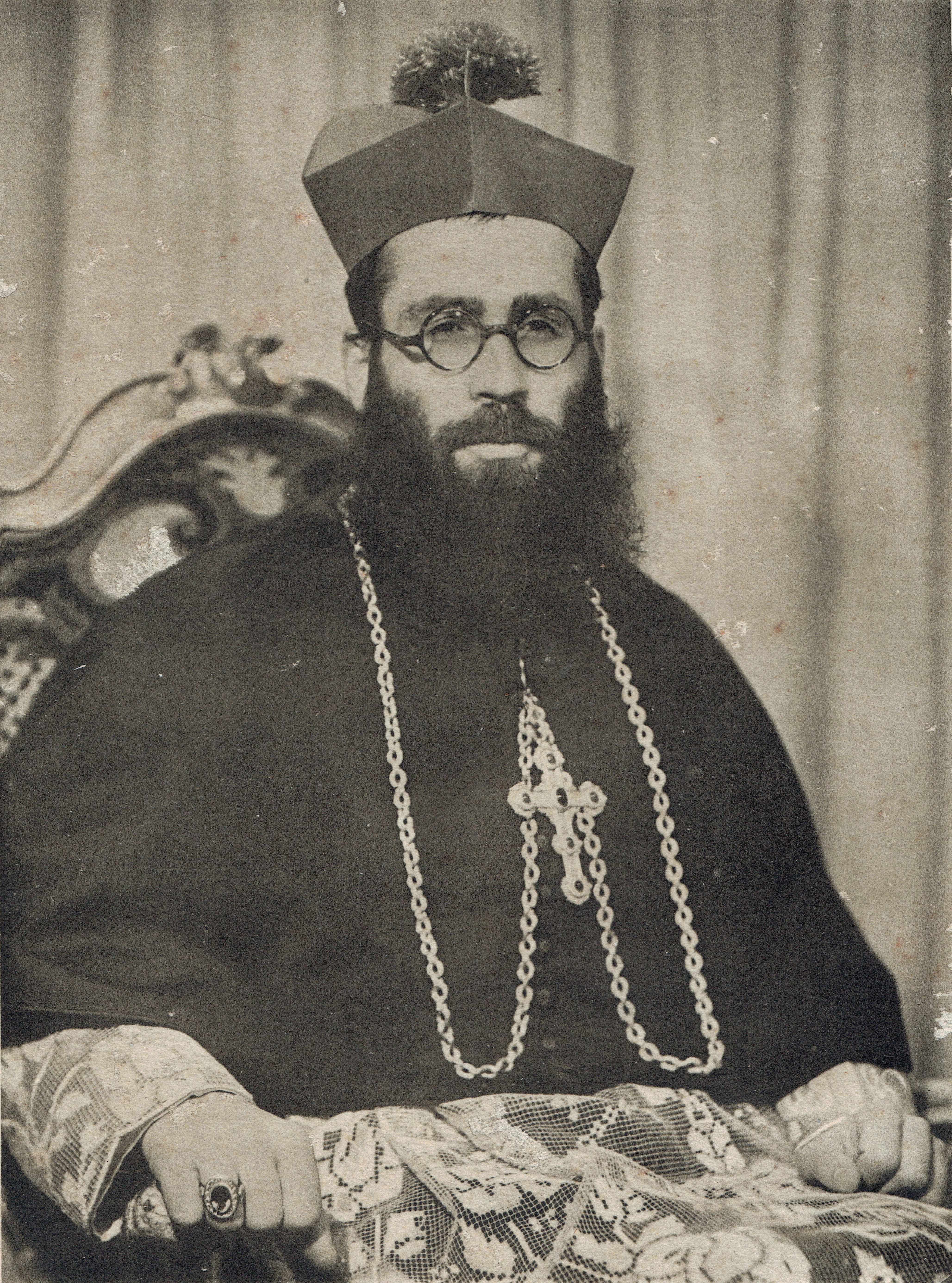
Girolamo Bartolomeo Bortignon, 1949

## Leben
Er empfing am 3. März 1928 die Priesterweihe für den Kapuzinerorden.
Papst Pius XII. ernannte ihn am 4. April 1944 zum Apostolischen Administrator des Bistums Belluno und Feltre sowie zum Titularbischof von Lydda. Die Bischofsweihe spendete ihm am 14. Mai desselben Jahres in Venedig Adeodato Giovanni Kardinal Piazza; Mitkonsekratoren waren Giovanni Jeremich, Weihbischof in Venedig, und Giacinto Giovanni Ambrosi OFMCap, Bischof von Chioggia. Am 9. September 1945 folgte er als Bischof von Belluno und Feltre nach.
Zum Generalvikar der Diözese Belluno wählte er am 9. September 1947 den jungen Priester Albino Luciani, den späteren Papst Johannes Paul I. Am 1. April 1949 wurde er zum Bischof von Padua ernannt. Als Papst Pius XII. ihn um einen Vorschlag eines Bischofs für das Bistum Vittorio Veneto bat, soll Girolamo Bartolomeo Bortignon hierfür Albino Luciani vorgeschlagen haben. „Ich kenne ihn, er wird es besser machen als ich“, soll er gesagt haben. Der Papst lehnte diesen Vorschlag ab; neun Jahre später jedoch ernannte der Nachfolger von Pius XII., Papst Johannes XXIII., Albino Luciani zum Bischof von Vittorio Veneto und Girolamo Bartolomeo Bortignon amtierte bei der Bischofsweihe Lucianis als Mitkonsekrator.
Er blieb bis zu seinem Rücktritt am 7. Januar 1982 zweiunddreißig Jahre lang Bischof von Padua.